# Mezzomonte (Polcenigo)
Mezzomonte è una frazione del comune di Polcenigo, in provincia di Pordenone, nella regione Friuli Venezia Giulia.

## Storia
La prima attestazione documentata di Mezzomonte risale al 963, quando questa località viene nominata come una dei due villaggi d'altura situati nel circondario del castello di Paucenico di cui Ottone I fece dono al vescovo di Belluno.
È però del tutto plausibile che l'intervento medievale di colonizzazione si sia sovrapposto a una più antica situazione, cancellandone le tracce. In particolare, recenti studi sulla parlata locale e sulla toponomastica del luogo hanno accreditato l'ipotesi che i primi insediamenti di Mezzomonte possano risalire all'epoca pre-romana, epoca in cui genti di stirpe gallica si sono giovate della particolare protezione offerta dalle alture in cui si colloca Mezzomonte per abitarvi o anche solo per compiervi atti di culto.
Molto più tardi, anche i Veneziani apprezzarono le potenzialità difensive che Mezzomonte, per la sua posizione defilata, poteva offrire.
In seguito, Mezzomonte continuò a svilupparsi come località montana dedita alla pastorizia ed allo sfruttamento delle risorse boschive, fino a conoscere, in tempi recenti, una massiccia emigrazione. Attualmente, gli abitanti si questa località non superano le 40 unità, che si moltiplicano nei mesi estivi in virtù del massiccio afflusso turistico costituito soprattutto da ex emigranti di origine francese.

## Monumenti e luoghi d'interesse

### Chiesa di San Antonio Abate
La chiesa di S. Antonio de la Mont è menzionata per la prima volta nel 1458. Nel XIX sec. si ha la prima visione della pianta dell'edificio su una mappa del catasto napoleonico. L'altare marmoreo è del XVI sec., il campanile del 1958.

## Insfrastrutture e trasporti
Mezzomonte non è servita da nessun trasporto pubblico, a causa della conformazione della stradina che viene da Polcenigo. Tuttavia, alcune corse fermano nella frazione di Coltura lungo la SP 29.